# Видан Николић
Видан Николић (Заовине, 1947 — Севојно, 3. април 2024) био је српски филолог, доктор наука, универзитетски професор и књижевник.

## Биографија
Видан Николић је рођен 1947. године у селу Заовине код Бајине Баште. У родном селу завршио је основну школу, а средњу у Бајиној Башти. Дипломирао је 1977. на Филолошком факултету у Београду, магистрирао, а 1991. одбранио докторску тезу Говор моравичког краја на Филолошком факултету у Београду. Као професор почео је да ради у Образовном центру Јосип Панчић у Бајиној Башти 1977, а наставио на Педагошкој академији, потом на Учитељском факултету у Ужицу и Филозофском факултету на Палама.
Поред стручних књига и радова из науке о језику, писао је приповетке и романе.
Аматерски се бавио израдом скулптура. Скулптуре је вајао од материјала које је проналазио у природи, најчешће у комбинацији камена и дрвета. Био је члан Ликовног удружења Пиво Караматијевић из Ужица. Учествовао је на неколико ликовних колонија. Имао је једну самосталну и више колективних изложби (Београд, Шабац, Ужице, Подгорица, Будва, Прибој, Косјерић).
Преминуо је 3. априла 2024. године у Севојну.

## Стручне књиге и радови
- Облици изражавања и стилистика(коаутор), Врање 1999
- Моравички и горњостуденички говори, Београд 2003.

## Књиге приповедака
- Камен посинак, приповетке, Просветни преглед, Београд, 1982.
- Уклети извори, приче, Чачак 2006.

## Романи
- Врата греха, роман, Независна издања, Београд, 1992.
- Сенка деспотице (Проклета Јерина), роман, Народна књига, Београд, 1999, 2001, 2002.
- Пријезда и Јелица, роман, Београд 2004 и Чачак 2007.